# Дуб Яноти
Дуб Яноти — ботанічна пам'ятка природи місцевого значення. Об'єкт розташований на території Снятинського району Івано-Франківської області, ДП «Коломийське лісове господарство», Заболотівське лісництво, квартал 19.
Площа — 0,0100 га, статус отриманий у 2011 році.